# Бремоа
Бремоа (фр. Brémoy) насеље је и општина у северној Француској у региону Доња Нормандија, у департману Калвадос која припада префектури Вир.
По подацима из 2011. године у општини је живело 214 становника, а густина насељености је износила 17,12 становника/km². Општина се простире на површини од 12,5 km². Налази се на средњој надморској висини од 362 метара (максималној 358 m, а минималној 158 m).

## Демографија
| 1962. | 1968. | 1975. | 1982. | 1990. | 1999. | 2011. |
| ----- | ----- | ----- | ----- | ----- | ----- | ----- |
| 157   | 209   | 194   | 183   | 181   | 226   | 214   |

График промене броја становника у току последњих година